# Przepiórka japońska
Przepiórka japońska (Coturnix japonica) – gatunek małego ptaka z rodziny kurowatych (Phasianidae), zamieszkujący wschodnią Azję. Od około XIII wieku ptak hodowany dla mięsa i jaj, często spotykany w ptaszarniach. W naturze bliski zagrożenia wyginięciem.

## Systematyka
Przepiórka japońska bywała dawniej uznawana za podgatunek przepiórki zwyczajnej (C. coturnix). Jest to gatunek monotypowy. Populacje z Syberii wydzielano niekiedy do podgatunku ussuriensis, ale różnice w porównaniu do populacji z Japonii są minimalne.

## Występowanie
W sezonie lęgowym zamieszkuje północną Mongolię, wschodnią Syberię, Sachalin, Japonię, północno-wschodnie Chiny i Półwysep Koreański; być może także Bhutan. Zimuje na południe od zasięgu letniego – od środkowej Japonii i środkowych Chin przez północno-zachodnią Tajlandię i północną Mjanmę do skrajnie północno-wschodnich Indii (Asam) i Bhutanu; podczas łagodnych zim nielicznie zimuje dalej na północ – po skrajne południe Rosji (Buriację i Kraj Nadmorski). Introdukowana na Hawajach, Reunionie i we Włoszech.

## Charakterystyka

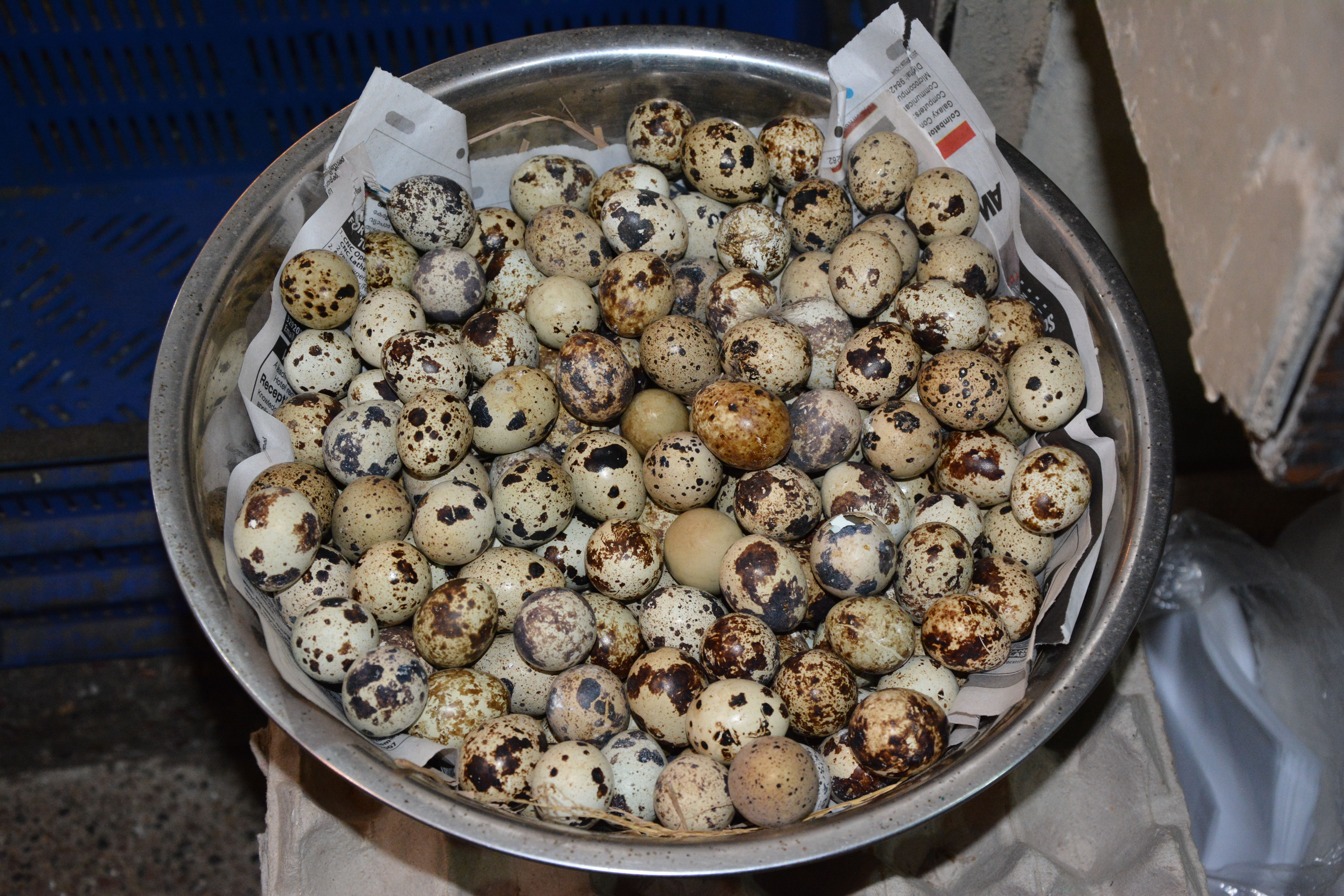
Jaja przepiórek japońskich z hodowli sprzedawane w Indiach

Cechy gatunkuUpierzenie podstawowe: kuropatwiane, w hodowli występują liczne odmiany barwne. W terenie nieodróżnialna od przepiórki zwyczajnej, poza głosem.
Dymorfizm płciowySamce mniejsze od samic, kolor upierzenia bardziej wyrazisty.
Średnie wymiaryDługość ciała 17–19 cm, masa ciała około 90 g.
JajaW zniesieniu 5–14 jaj o średnich wymiarach 29,8×21,5 mm i masie 7,6 g. Ich inkubacja trwa 19–20 dni. W hodowli w ciągu jednego roku samica może znieść do 300 jaj.

## Status
IUCN od 2010 roku uznaje przepiórkę japońską za gatunek bliski zagrożenia (NT, Near Threatened); wcześniej, od 1988 roku klasyfikowana była jako gatunek najmniejszej troski (LC, Least Concern). Liczebność populacji na wolności nie została oszacowana; jeszcze pod koniec XX wieku gatunek opisywany był jako dość pospolity. Trend liczebności populacji uznawany jest za spadkowy ze względu na zmiany w rolnictwie i polowania.

## Cechy użytkowe
Należy do ptaków towarzyskich, ciekawskich, ale jednocześnie płochliwych, mających duże wymagania w hodowli, również pod względem pokarmowym. Dzienne zapotrzebowanie energetyczne wynosi w jej przypadku 2800 kalorii energii metabolicznej (21% białka ogólnego zawierającego 1,15% lizyny, 0,45% metioniny oraz 0,75% metioniny z cysteiną). Jaja przepiórki japońskiej mają atrakcyjny dla konsumenta wygląd, wysoką smakowitość, jak również bogaty skład chemiczny. Skorupa jest cienka, podatna na mikropęknięcia, z silną błoną podskorupową. Grupą docelową nabywców tych jaj stanowią dzieci i seniorzy.